# Darian Pavli
Darian Pavli (* 7. April 1975 in Vlora) ist ein albanischer Jurist und Richter am Europäischen Gerichtshof für Menschenrechte.

## Leben und Wirken
Pavli studierte ab 1993 Rechtswissenschaften an der Universität Tirana, wo er 1997 den Bachelor of Laws erwarb. 1998 machte er den Master of Laws an der Central European University in Budapest. Anschließend arbeitete er als Anwalt für die OSZE in Tirana und war gleichzeitig als Lehrbeauftragter für Verfassungsrecht an der Universität Tirana tätig. Nach einem Forschungsaufenthalt an der New York University erwarb Pavli dort 2001 einen weiteren Mastertitel. Anschließend war er bei verschiedenen Menschenrechtsorganisationen, unter anderem bei Open Society Justice Initiative, Human Rights Watch, tätig. Später war er Mitglied diverser Gesetzesentwurfsgruppen auf europäischer und internationaler Ebene sowie maßgeblicher Urheber der albanischen Zivil- und Strafrechtsreformen von 2012. In der Folge war er als Experte und Ratgeber für Menschenrechtsfragen für das albanische Parlament und den Europarat tätig.
Im Oktober 2018 wurde Pavli als Vertreter Albaniens und Nachfolger von Ledi Bianku zum Richter am Europäischen Gerichtshof für Menschenrechte gewählt. Er trat seine voraussichtlich bis 2028 dauernde Amtszeit am 7. Januar 2019 an.